# 2012 au Manitoba
Chronologie du Manitoba
- 2008
- 2009
- 2010
- 2011
- 2012
- 2013
- 2014
- 2015
- 2016

Cette page concerne des événements d'actualité qui se sont produits durant l'année 2012 au Manitoba, une province canadienne.

## Politique
- Premier ministre : Greg Selinger
- Chef de l'Opposition :
- Lieutenant-gouverneur : Philip Lee
- Législature :

## Décès
- 12 octobre : James Elliott Coyne (né le 17 juillet 1910 à Winnipeg - mort à Winnipeg, à 102 ans[1]) est le deuxième gouverneur de la Banque du Canada. Il a tenu ce poste de 1955 à 1961.